# Édith et Marcel
Édith et Marcel is een Franse dramafilm uit 1983 onder regie van Claude Lelouch.

## Verhaal
In 1947 staan de zangeres Édith Piaf en de bokser Marcel Cerdan op het toppunt van hun carrière. Wanneer ze elkaar leren kennen, beginnen ze een liefdesaffaire. Hun relatie eindigt twee jaar later, als Cerdan sterft bij een vliegramp.

## Rolverdeling
| Acteur                 | Personage                        |
| ---------------------- | -------------------------------- |
| Évelyne Bouix          | Édith Piaf / Margot de Villedieu |
| Jacques Villeret       | Jacques Barbier                  |
| Francis Huster         | Francis Roman                    |
| Jean-Claude Brialy     | Loulou Barrier                   |
| Marcel Cerdan jr.      | Marcel Cerdan                    |
| Jean Bouise            | Lucien Roupp                     |
| Charles Gérard         | Charlot                          |
| Charlotte de Turckheim | Ginou                            |
| Micky Sébastian        | Marinette Cerdan                 |
| Maurice Garrel         | Vader van Margot                 |
| Ginette Garcin         | Guite                            |
| Philippe Korsand       | Jo Longman                       |
| Jany Gastaldi          | Momome                           |
| Candice Patou          | Zus van Margot                   |
| Tanya Lopert           | Lerares Engels                   |